# Häbbersvattnet (Hotagens socken, Jämtland, 710057-144040)
Häbbersvattnet är en sjö i Krokoms kommun i Jämtland och ingår i Indalsälvens huvudavrinningsområde. Sjön har en area på 0,437 kvadratkilometer och ligger 596,9 meter över havet. Häbbersvattnet ligger i Gråberget-Hotagsfjällen Natura 2000-område. Sjön avvattnas av vattendraget Foskvattsån.

## Delavrinningsområde
Häbbersvattnet ingår i det delavrinningsområde (710011-144087) som SMHI kallar för Utloppet av Häbbersvattnet. Medelhöjden är 646 meter över havet och ytan är 6,05 kvadratkilometer. Räknas de 2 avrinningsområdena uppströms in blir den ackumulerade arean 18,34 kvadratkilometer. Foskvattsån som avvattnar avrinningsområdet har biflödesordning 3, vilket innebär att vattnet flödar genom totalt 3 vattendrag innan det når havet efter 297 kilometer. Avrinningsområdet består mestadels av skog (78 procent) och sankmarker (15 procent). Avrinningsområdet har 0,43 kvadratkilometer vattenytor vilket ger det en sjöprocent på 7,2 procent.